# Frances MacDonald
Frances Macdonald MacNair (24 de agosto de 1873 – 12 de dezembro de 1921) foi uma artista escocesa cujo trabalho foi uma fonte proeminente do "Estilo de Glasgow" durante a década de 1890.

## Biografia
Irmã da artista-designer Margaret Macdonald Mackintosh, ela nasceu em Kidsgrove, Stoke on Tent, e se mudou para Glasgow com sua família em 1890. Ambas as irmãs se matricularam em aulas de pintura na Escola de Arte de Glasgow em 1891, onde conheceram os jovens arquitetos Charles Rennie Mackintosh e Herbert MacNair. Frances casou-se com MacNair em 1899 e Margaret casou-se com Mackintosh em 1900. Depois de se conhecerem, eles expuseram juntos em uma exposição do clube de arte da escola e, devido à sua abordagem estilística semelhante, foram chamados de "Os Quatro".
Em meados da década de 1890, as irmãs deixaram a escola para montarem um estúdio independente. Elas colaboraram com gráficos, designs têxteis, ilustrações de livros e trabalhos em metal, desenvolvendo um estilo distinto, influenciado pelo misticismo, simbolismo e imagens celtas. Frances também produziu uma grande variedade de outros trabalhos artísticos, incluindo bordados, painéis de metal e pinturas em aquarela. Como sua irmã, ela foi influenciada pelos trabalhos de William Blake e Aubrey Beardsley, o que é refletido em seu uso de figuras alongadas e elementos lineares. As irmãs expuseram em Londres, Liverpool e Veneza.
Em 1899, ela se casou com MacNair e se juntou a ele em Liverpool, onde lecionava na Escola de Arquitetura e Arte Aplicada. O casal pintou aquarelas e projetou interiores, exibindo uma sala de redação na Exposição Internacional de Arte Moderna de Torino, e Frances começou a lecionar. Eles também projetaram os interiores de sua própria casa, na Rua Oxford, n. 54. No início da década de 1900, eles também expuseram em Liverpool, Londres, Paris, Veneza, Viena e Dresden. O fechamento da escola em 1905, e a perda da riqueza da família MacNair devido a uma falência, levou a um lento declínio de suas carreiras, e retornaram a Glasgow em 1909. Nos anos seguintes, Frances pintou uma série de aquarelas simbolistas abordando as escolhas que as mulheres enfrentam, como casamento e maternidade. Frances e Herbert tiveram um filho, Sylvan, nascido em junho de 1900 e que mais tarde emigrou para a Rodésia.

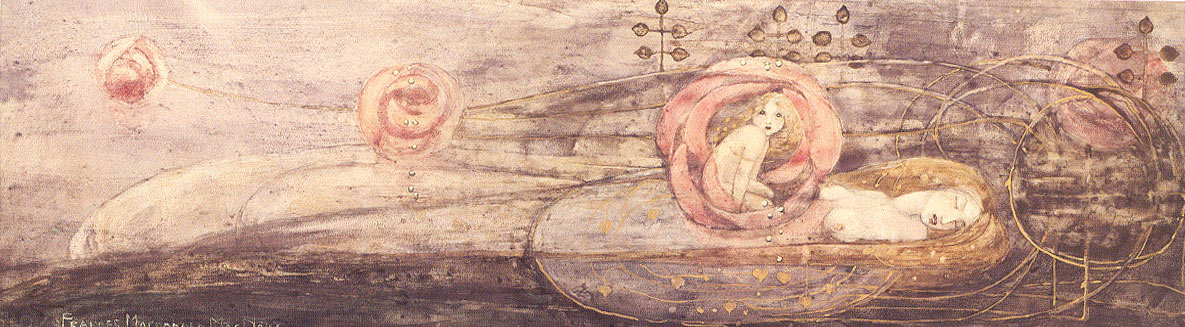
Sleeping Princess, 1909

As conquistas de Frances são menos conhecidas do que as de sua irmã, em parte devido à sua partida de Glasgow, mas também porque seu marido destruiu muitas de suas obras após sua morte. Os trabalhos de ambas as irmãs também foram frequentemente ofuscados pelas realizações de Charles Rennie Mackintosh. Frances morreu em Glasgow em 1921.
Muito de seu trabalho que resta é mantido pelo Hunterian Museum and Art Gallery, e na Walker Art Gallery em Liverpool.

## Galeria

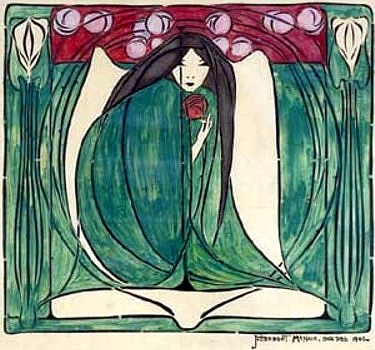
Floral design, 1901
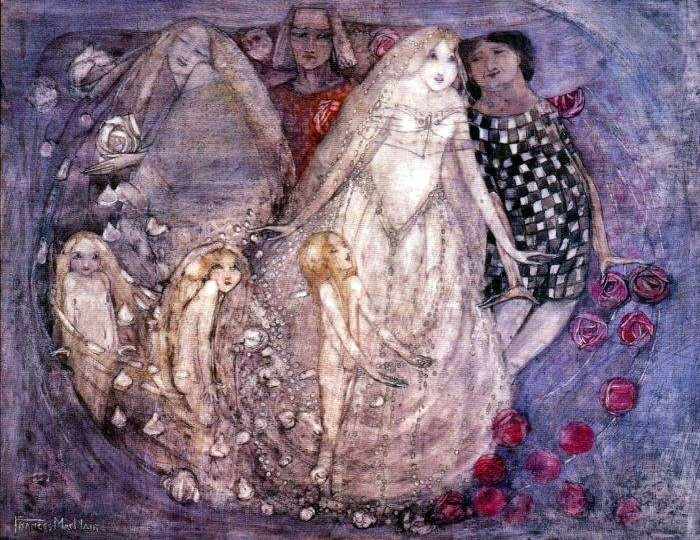
A Paradox, 1905
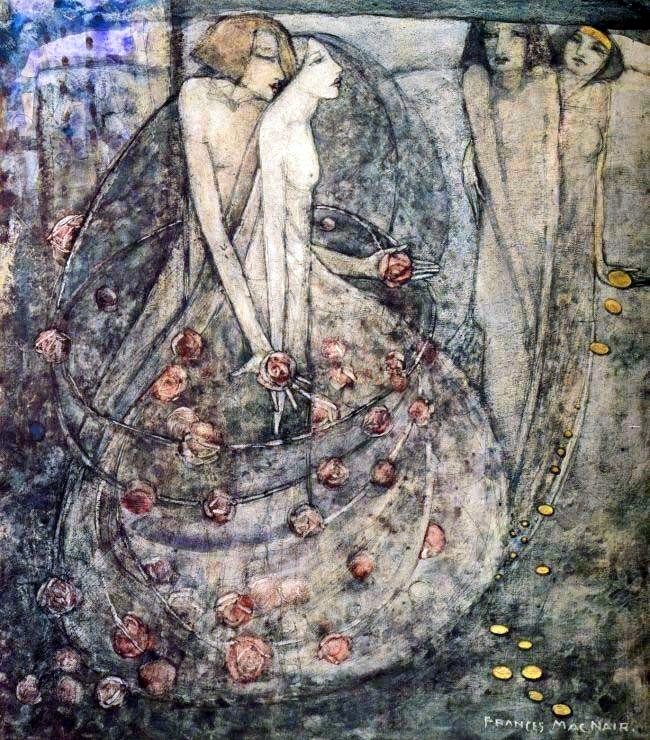
The Choice
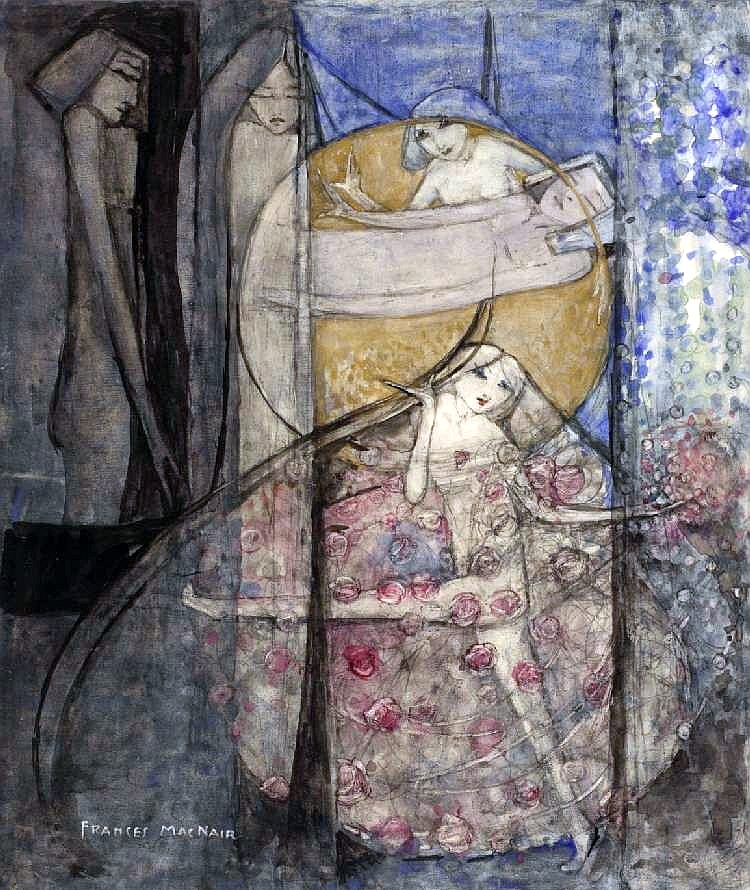
Woman Standing Behind the Sun
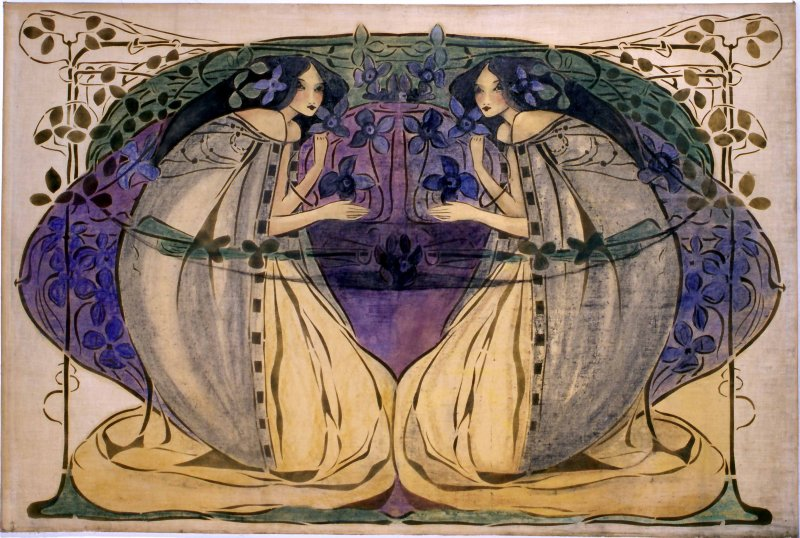
Spring
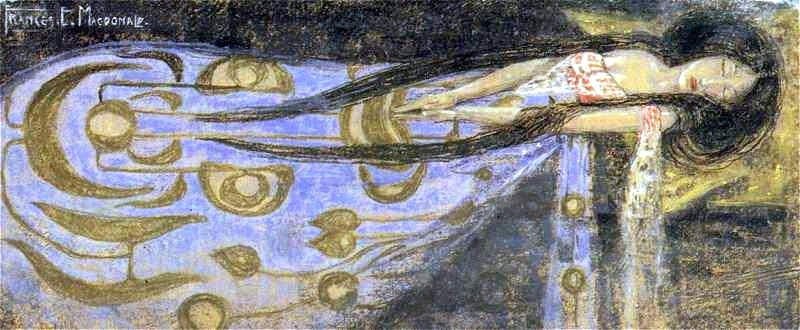
The Sleeping Princess, 1910